# Arnold Cramer
Arnold Cramer (* 2. Oktober 1941; † 26. August 2010) war ein deutscher Fußballspieler. Der Verteidiger hat in der Saison 1960/61 beim FC Schalke 04 in der damals erstklassigen Oberliga West zehn Ligaspiele absolviert. Schalke belegte am Rundenende den dritten Platz.

## Spielerlaufbahn
Der Defensivspieler überzeugte mit seinem Talent insbesondere im Jugendbereich. Über Spiele in der Jugendauswahl von Westdeutschland schaffte er die Aufnahme in die DFB-Jugendnationalmannschaft. Die Nachwuchshoffnung aus Schalke bestritt im Jahr 1960 alle sechs vom DFB ausgetragenen A-Juniorenländerspiele. Er gehörte im April 1960 dem Aufgebot für das UEFA-Juniorenturnier in Österreich an. In allen drei Gruppenspielen gegen die Türkei (1:0), Ungarn (1:1) und die DDR (1:1) bildete er dabei mit Dieter Kurrat das Verteidigerpaar. Weitere Mannschaftskameraden beim UEFA-Juniorenturnier waren unter anderem Spieler wie Hermann Marchl, Jürgen Neumann, Stefan Reisch, Kurt Haseneder, Karl-Heinz Bente, Hans-Otto Peters, Gerhard Elfert und Jürgen Koch.
Zur Saison 1960/61 wurde der vormalige Jugendspieler in den Oberligakader von Schalke 04 übernommen. Der Kader von Trainer Georg Gawliczek wurde auch noch durch Ernst Kuster, Egon Horst und Willi Schulz aufgefrischt. Bereits am fünften Spieltag, den 11. September 1960, debütierte der noch 18-jährige Cramer, bei einem 3:1-Auswärtserfolg gegen den VfL Bochum, in der Oberliga West. Vor Torhüter Josef Broden bildete er als rechter Verteidiger zusammen mit Helmut Laszig, Willi Schulz, Egon Horst und Günter Karnhof die Abwehr der Schalker im damals gebräuchlichen WM-System. Bis einschließlich des zwölften Spieltages am 6. November 1960, gehörte er dann der Stammbesetzung an.
Herausragend waren dabei einmal das Spiel am 2. Oktober gegen Borussia Dortmund, in dem Schalke 04 vor 40.000 Zuschauern sich ein 0:0-Remis im Stadion Rote Erde erkämpfte und Cramer sich dabei in erster Linie um den BVB-Linksaußen Hans Cieslarczyk zu kümmern gehabt hatte, sowie das Heimspiel am 16. Oktober gegen Westfalia Herne (1:1), in dem Cramer vor 35.000 Zuschauern auf seinen vormaligen Jugendnationalmannschaftskollegen Jürgen Koch in der Elf von Trainer Fritz Langner traf. In der Rückrunde lief er noch in zwei Begegnungen im April 1961 gegen den TSV Marl-Hüls (1:2) und Hamborn 07 (2:0) auf und beendete mit zehn Oberligaeinsätzen seine erste Runde im Seniorenbereich. Mit Günter Brocker, Heinz Kördell, Helmut Laszig und Walter Zastrau waren noch weitere Verteidigeranwärter im Kader von Schalke 04 versammelt gewesen.
Als mit Hans Nowak in der Saison 1961/62 ein vormaliger Offensivspieler erfolgreich zum Verteidiger umgeschult worden war und mit Hans-Jürgen Becher ein weiteres Talent auf sich aufmerksam machte, kam Cramer zu keinem weiteren Oberligaeinsatz mehr. Zur Saison 1962/63 schloss er sich dem STV Horst-Emscher in der 2. Liga West an. Bei den schwarz-blauen „Husaren“ aus dem Fürstenbergstadion kamen aber auch nur noch zehn Spiele unter Trainer Herbert Burdenski an der Seite von Mitspielern wie Werner Jestremski, Manfred Otta und Rudolf Schmidt in der 2. Liga hinzu.
Mit 21 Jahren endete die fußballerische Laufbahn von Arnold Cramer; ob Krankheiten, Verletzungen, berufliche Anforderungen oder sonstige Hindernisse an einer Fortsetzung seiner noch jungen Karriere schuld waren, ist aus der vorliegenden Literatur nicht ablesbar.